# Kasteel de Rey

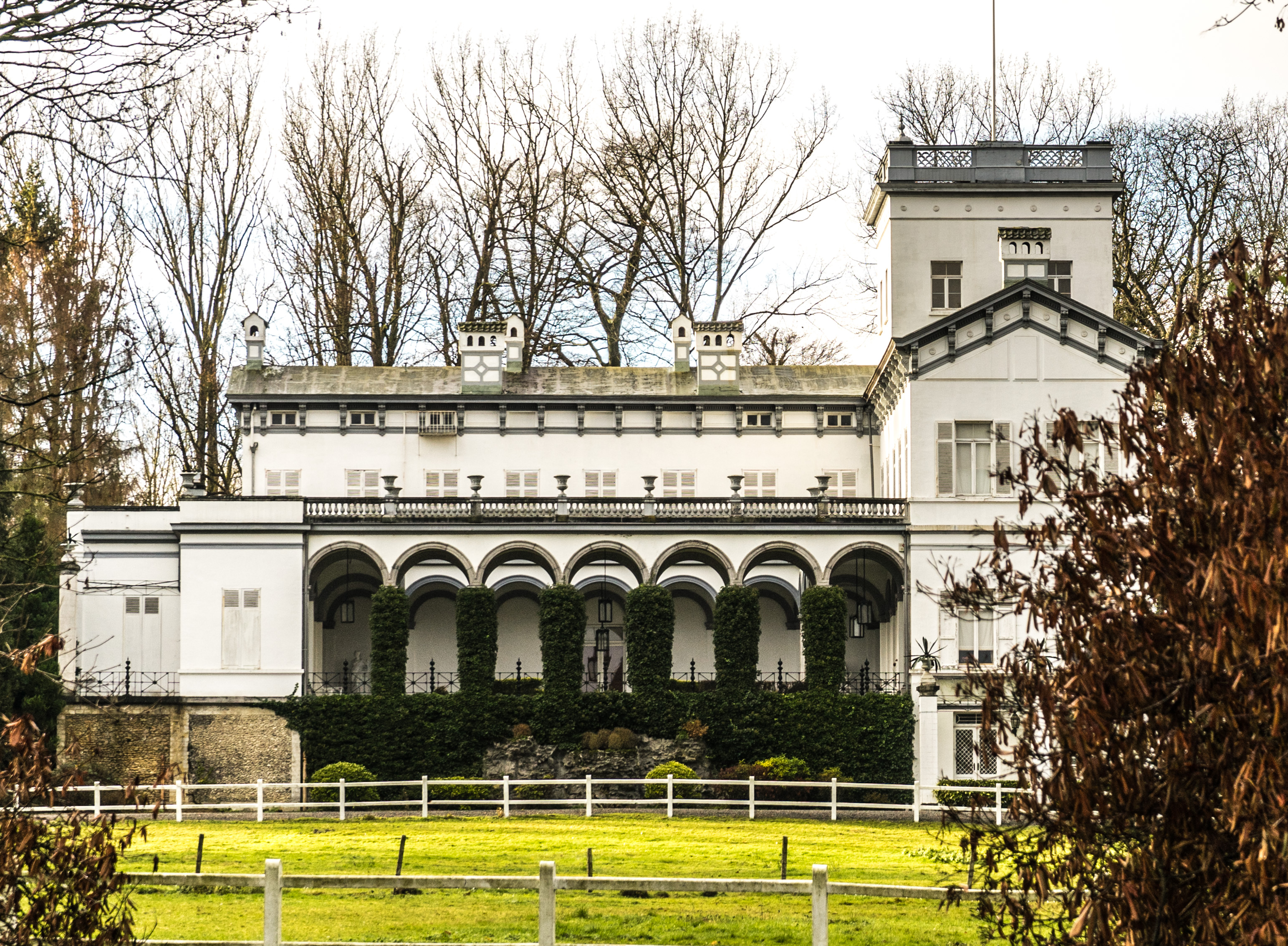
Kasteel de Rey

Het Kasteel de Rey (ook: Kasteel Calmeyn) is een kasteel in de Vlaams-Brabantse plaats Drogenbos, gelegen aan de Grote Baan 200-202.

## Geschiedenis
Dit kasteel werd omstreeks 1720 gebouwd tegenover het Oud Kasteel, in opdracht van Marie-Henriette del Caretto de Savona y Grana (1671-1744), de weduwe van Karel Eugenius van Arenberg. Haar domein werd sterk vergroot, hele straten werden omgelegd of verdwenen.
Zij was voogdes over haar kleindochter Maria Henriëtte de la Tour d'Auvergne (1708-1728), die er in 1724 beviel van de latere Beierse keurvorst Karel Theodoor (1724-1799).
In 1744 stierf Marie-Henriette en werd het kasteel alweer gesloopt. Het domein, 20 ha groot, bleef in eigendom van de familie van Arenberg. In 1852 werd het verkocht aan Henri Rey, een textielfabrikant. In 1853-1854 liet hij op het domein een nieuw kasteel bouwen naar ontwerp van Jan Pieter Cluysenaar. Ook breidde Rey het domein aanzienlijk uit.
In 1870 kwam het kasteel aan dochter Flore Rey; deze huwde met Louis Calmeyn zodat het goed in handen kwam van de familie Calmeyn, afgezien van het Oud Kasteel en omgeving, dat in 1958 door de gemeente werd aangekocht.

## Gebouw
Het betreft een kasteel in neoclassicistische Italianiserende stijl, gelegen op een hoogte in een park. Het kasteel heeft een atrium met een rondbooggalerij op Toscaanse zuilen. Ook is er een vierkante toren aan de rechterzijde van het gebouw. Het 19e-eeuwse interieur van het kasteel is vrijwel ongeschonden gebleven. Het omliggende park grenst aan de Zenne.